# کن نوریتاکی
کن نوریتاکی (به انگلیسی: Ken Noritake) بازیکن فوتبال اهل ژاپن و عضو تیم ملی فوتبال ژاپن است که در تاریخ ۰۹ مارس ۱۹۵۱ میلادی اولین بازی ملی‌اش را انجام داد. او در ۱ بازی ملی حضور داشت و آخرین بازی ملی خود را در تاریخ ۹ مارس ۱۹۵۱ میلادی انجام داد. کن نوریتاکی در بازی‌های ملی‌اش
گلی به ثمر نرساند.